# MO S-2 „U školy”
MO S–2 „U školy” („przy szkole”) – fort piechoty w Boguminie (Czechy), położony w dzielnicy Szonychel. Stanowił część czechosłowackich umocnień wojennych wybudowanych w latach 1935–1938, wchodząc w skład fortyfikacji wokół Bogumina (łącznie 8 bunkrów, z czego 7 zrealizowanych) na linii umocnień Ostrawskich.

## Opis
Obiekt, zaprojektowany w 1935, wybudowany został wiosną następnego roku (betonowanie odbyło się w dniach 10–16 sierpnia 1936). Położony jest na wysokości 209 m n.p.m. Posiada tylko jeden poziom. We wnętrzu znajduje się studnia głęboka na 7 m. Objętość betonu wynosi 2601 m3. Może pomieścić maksymalnie do 42 osób. Uzbrojony był w wieżę pancerną dla karabinów maszynowych, kopułę bojową dla ckm oraz kopułę obserwacyjno-bojową dla rkm. Dysponował również działem przeciwpancernym kalibru 47 mm, a także dwoma dodatkowymi ckm. Posiadał dwa rowy diamentowe (dziś prawy jest zasypany ziemią, natomiast lewy stoi zalany wodą). W wyniku przejęcia Zaolzia przez Polskę bunkier znalazł się po polskiej stronie granicy, wobec czego w październiku 1938 roku oddziały czechosłowackie musiały opuścić schron. Po wybuchu II wojny światowej przeszedł w ręce Niemców, a po jej zakończeniu ponownie znalazł się w Czechosłowacji. Dziś obiekt jest zamknięty.